# Hugh Lloyd (diretor)
Hugh Lloyd (1546–1601) foi um diretor galês do Winchester College.

## Vida
Nascido em Lleyn, Carnarvonshire, era irmão de John Lloyd (1558–1603), o erudito clássico. Ele entrou no Winchester College em 1560. Prosseguindo para o New College, Oxford, foi admitido como bolsista estagiário em 5 de janeiro de 1562 e bolsista perpétuo em 1564. Ele formou-se BA em 1566, BCL em 1570 e DCL em 1588.
Lloyd renunciou à bolsa em 1578, ao ser nomeado chanceler da Catedral de Rochester; em 1579 foi apresentado ao vicariato de Charlbury, Oxfordshire, e foi mestre de Winchester de 1580 a 1587. Em 12 de novembro de 1584 foi nomeado prebendário da Catedral de São Paulo e em 1588 tornou-se reitor de Islip, perto de Oxford.
Lloyd morreu em 17 de outubro de 1601 e foi enterrado na capela externa do New College.